# Soba Antwerpen
Soba Antwerpen was een Belgische basketbalploeg uit Antwerpen.

## Historiek
De club werd gesticht in 1968 en had vervolgens uitsluitend een jeugdwerking. In 1979 werd er gestart met een seniorenteam in de vierde provinciale afdeling. In 1990 stootte de club door naar de 3de nationale afdeling. In 1992 fuseerde de club voor twee seizoenen met Sobabee, waarna deze doorstootte naar eerste klasse.
Na de fusie tussen Sobabee en Racing Mechelen, ging Soba weer zelfstandig verder en wist zich lange tijd te handhaven in 3de nationale. Na het seizoen 2002-'03 werd om niet-sportieve redenen de ploeg in 3e nationale gestopt om enkel verder te gaan in 2e provinciale (waar de 2e ploeg actief was). Vervolgens klom de club en werd ze achtereenvolgens kampioen in 2e en 1e provinciale, waardoor ze vanaf seizoen 2006-'07 aantrad in de tweede landelijke reeks. Tevens werd er een samenwerking opgezet met Hermes Kiel en werd er aan de competitie deelgenomen onder de naam Soba Hermes Antwerpen. In seizoen 2006-'07 volgde de promotie naar 1e landelijke en in 2008-09 naar de 3de nationale reeks.
In 2012-13 promoveerde de club naar de 2e nationale reeks (ondertussen de Top Divison Men 1 genoemd), waar ze tot op heden (juli 2017) verblijven.
In 2022 werd de club stopgezet.

## Ploeg
De club is gevestigd in Fort 8 te Hoboken, coach is Peter Rongé.

## Palmares
- Heren:
  - Kampioen 2e provinciale (2004-'05)
  - Kampioen 1e provinciale (2005-'06)
- Dames:
  - Beker van Antwerpen (1989-'90)

## Bekende (ex-)spelers
- Swa Huysmans
- Eddy Lenaerts
- Cois Peeters
- Filip Meuleman
- Zakki Ayyoub
- Joppe Mennes